# Richford (Nueva York)
Richford es un pueblo ubicado en el condado de Tioga en el estado estadounidense de Nueva York. En el año 2000 tenía una población de 1,170 habitantes y una densidad poblacional de 12 personas por km².

## Geografía
Richford se encuentra ubicado en las coordenadas 42°21′20″N 76°12′3″O / 42.35556, -76.20083.

## Demografía
Según la Oficina del Censo en 2000 los ingresos medios por hogar en la localidad eran de $34,130, y los ingresos medios por familia eran $38,750. Los hombres tenían unos ingresos medios de $28,661 frente a los $23,667 para las mujeres. La renta per cápita para la localidad era de $15,331. Alrededor del 13.8% de la población estaban por debajo del umbral de pobreza.